# یوهانس تسوکرتورت
یوهانس زوکرتورت (آلمانی: Johannes Zukertort؛ ۷ سپتامبر ۱۸۴۲ – ۲۰ ژوئن ۱۸۸۸) از استادان برجستهٔ شطرنج اهل لهستان بود. او سال ۱۸۸۶ در نخستین بازی قهرمانی شطرنج جهان مقابل ویلهلم اشتاینیتس شکست خورد.